# Eulophia dactylifera
Eulophia dactylifera är en orkidéart som beskrevs av Phillip James Cribb. Eulophia dactylifera ingår i släktet Eulophia och familjen orkidéer. Inga underarter finns listade i Catalogue of Life.